# Felsenburg Neurathen
Die Felsenburg Neurathen ist die Ruine einer mittelalterlichen Felsenburg im Elbsandsteingebirge in Sachsen. Sie liegt auf dem Gebiet der Gemeinde Lohmen oberhalb des Elbtales in den Basteifelsen bei Rathen im Nationalpark Sächsische Schweiz. Neurathen ist die größte mittelalterliche Felsenburg der Sächsischen Schweiz. Die erstmals 1289 urkundlich erwähnte Burg befand sich im Besitz verschiedener böhmischer Adelsgeschlechter, bis sie zunächst 1426 und nach mehrfachen Kämpfen endgültig 1469 in den Besitz der sächsischen Kurfürsten überging. Da ihre Bauten wie bei den meisten Felsenburgen des Elbsandsteingebirges weitgehend aus Holz bestanden, sind nur die ausgehauenen Räume, Durchgänge, die Zisterne und die Balkenauflager der einstigen hölzernen Aufbauten erhalten. Seit 1906 wurde das Areal mehrfach archäologisch untersucht, im Rahmen der letzten Grabungen wurden in den Jahren 1982 bis 1984 Teile der weiträumigen Burganlage als Freilichtmuseum rekonstruiert. Aufgrund von Felsschwankungen ist die Anlage seit September 2023 vorübergehend geschlossen.

## Lage und Geologie

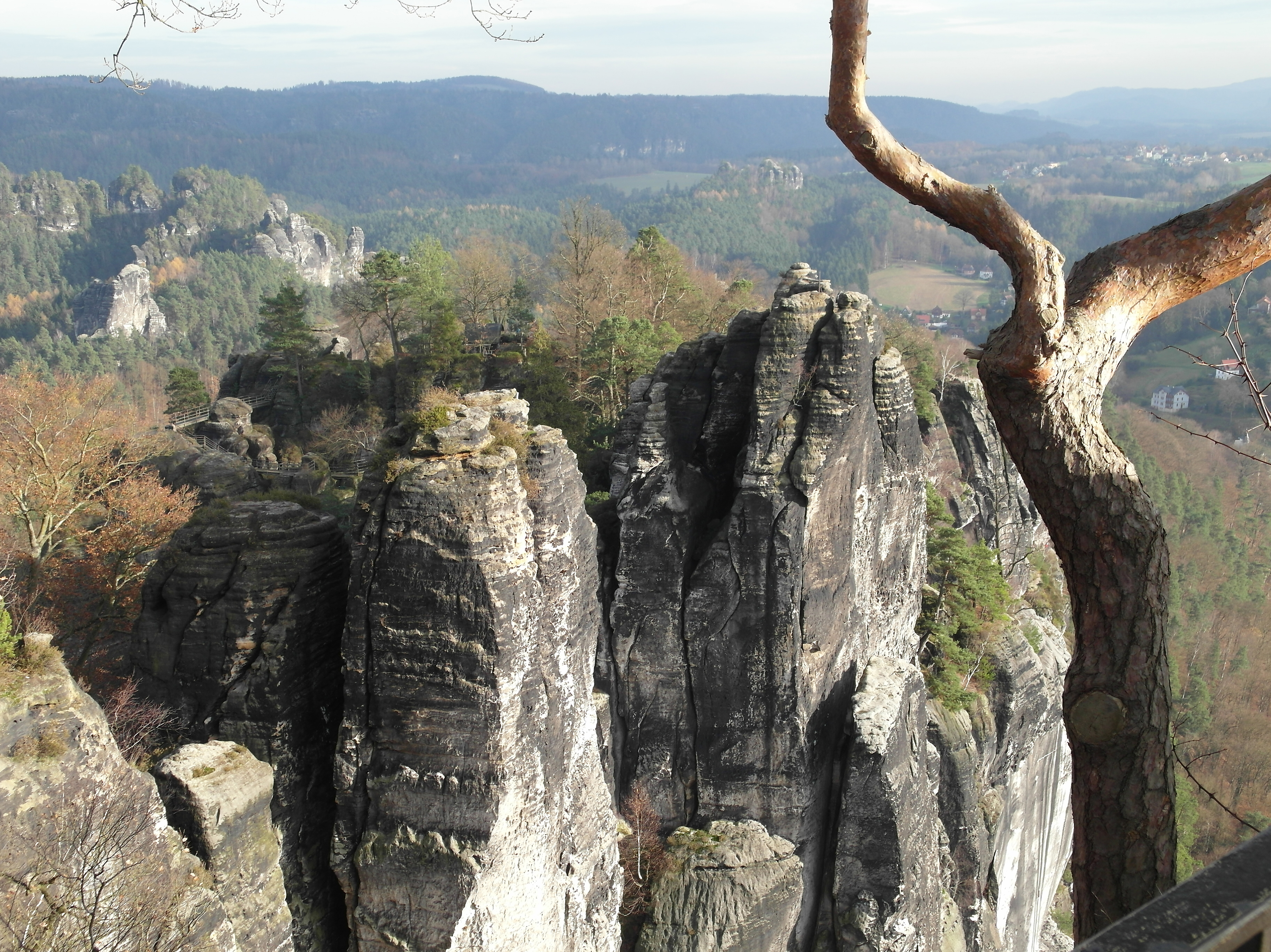
Blick von der Basteiaussicht zur Felsenburg Neurathen

Die Burg Neurathen befindet sich auf einem an der breitesten Stelle etwa 100 m breiten Felsgrat, der sich am Nordufer der Elbe von der Bastei östlich in Richtung Rathen zieht und auch als Basteiriff bezeichnet wird. Zur Bastei hin sind die Elbsandsteinfelsen durch Schluchten unterbrochen, deren breiteste die von der Basteibrücke überspannte Mardertelle ist. Nördlich der nach fast allen Seiten steil mit 50 bis 60 m abfallenden Burgfelsen liegt der Wehlgrund. Lediglich nach Osten hin fällt der Hang etwas flacher nach Rathen hin ab.
Geologisch sind die Burgfelsen wie auch das gesamte Elbsandsteingebirge aus flachmarinen Ablagerungen eines kreidezeitlichen Meeres entstanden, die im Turonium und Coniacium bis zu 400 m mächtige klastische Sedimente ablagerten. Die Rathener Burgfelsen gehören entsprechend der ursprünglichen petrographisch-morphologischen Gliederung von Friedrich Lamprecht zum großbankigen, zur Schrammstein-Formation gehörenden Horizont der „Sandsteinstufe d“, die die mit 50 bis 80 m mächtigste Sandsteinstufe im Elbsandsteingebirge darstellt. Die aus kieselig zementierten Quarzsandsteinen bestehenden Burgfelsen sind daher durch die für die Stufe d typischen hohen und steil abfallenden Wände geprägt, die kaum typische Verwitterungsformen des Sandsteins wie etwa Sanduhren oder Waben aufweisen. Die Felsköpfe wurden durch Wollsackverwitterung geformt, die Bauten der Burg und die seitherige Nutzung des Areals haben die ursprünglichen Formen aber teilweise erheblich beeinflusst.

## Geschichte

### Mittelalter

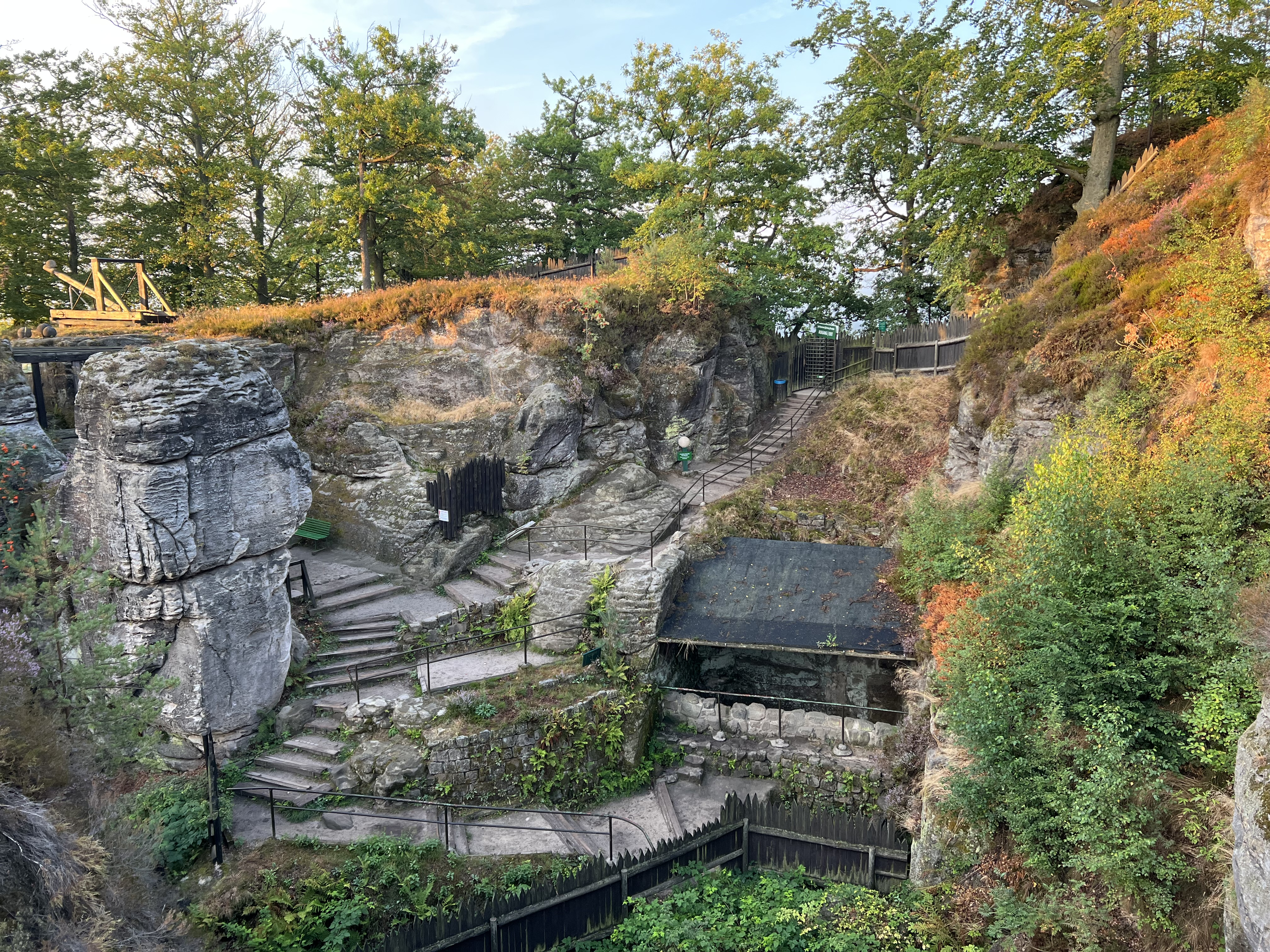
Burghof und Zisterne

Die Ursprünge der Felsenburg Neurathen, die an der Nordgrenze des Königreichs Böhmen errichtet wurde, liegen im Dunkeln, archäologische Funde im Bereich der Burg lassen aber eine Besiedlung bereits in der Bronzezeit vermuten. Historiker vermuten eine Entstehung im Zuge der Grenzsicherung der Mark Meißen gegen Böhmen unter Heinrich dem Erlauchten um 1245. In diesem Jahr erhielt Heinrich die Burg Wehlen übereignet, die wenige Kilometer flussabwärts liegt. Für eine teilweise vermutete Entstehung bereits im 11. Jahrhundert gibt es weder schriftliche noch archäologische Belege. Erstmals schriftlich erwähnt wurde die Burg indirekt am 29. November 1261 in einer Urkunde, wonach Papst Urban IV. den Propst von St. Thomas in Leipzig damit beauftragte, einen Streit zwischen dem Bischof von Meißen und verschiedenen böhmischen Lehnsleuten, darunter Teodoricus de Raten, über die Veruntreuung bischöflicher Güter zu schlichten. Aus der zweiten urkundlichen Nennung aus dem Jahr 1289 in einem Tauschvertrag zwischen dem böhmischen König Wenzel II. und Friedrich Clem, dem Herrn von Dresden, geht erstmals explizit hervor, dass in Rathen ein Castrum bestand. Zu jener Zeit war die Burganlage böhmisches Lehen, das sie bis 1426 blieb.

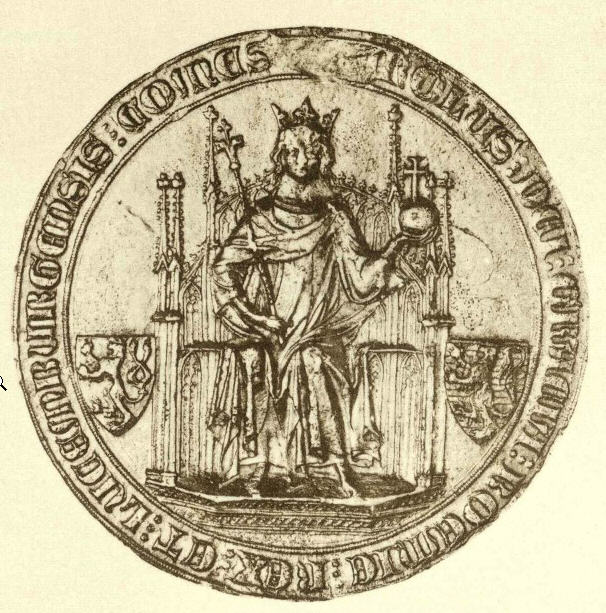
Siegel Kaiser Karls IV.

Die Burg Neurathen bildete gemeinsam mit der tiefer gelegenen Burg Altrathen eine Doppelburg, die Bezeichnungen beider Teilburgen als Altrathen und Neurathen sind modernen Ursprungs. Die urkundlichen Nennungen lassen daher im Unklaren, auf welche der Burgen sie sich beziehen. Neurathen gilt entgegen der Namensgebung als die ältere Anlage. Der Name der Burg und auch des Ortes geht auf den altsorbischen Vornamen *Ratěn/*Ratan zurück, der eine Kurzform des Vornamens *Ratibor darstellt. Meiche deutet den Namen als Burg des Ratin oder Burg des Ratimer (des durch Krieg Berühmten). Ein Zusammenhang mit dem tschechischen Wort hrad (dt. ‚Burg‘) ist unwahrscheinlich.
Einhundert Jahre nach der ersten Nennung, im Jahr 1361, wurden in einer Urkunde Kaiser Karls IV. mit ambo castra Ratny erstmals zwei Burgen genannt. Zu dieser Zeit gehörte Neurathen als freie Herrschaft den Herren von Michelsberg. Peter von Michelsberg unterwarf sich symbolisch dem Kaiser, indem er ihm die Tore der beiden Teilburgen öffnete. Zwei Jahre später gestattete Karl in seiner Funktion als böhmischer König den Michelsbergern die Gütergemeinschaft ihrer duobus castris rachny mit ihrer Besitzung Auscha. Dies sind die einzigen mittelalterlichen Urkunden, die explizit beide Burgen nennen. Alle anderen Quellen lassen offen, ob Alt- oder Neurathen oder beide Burgen gemeint sind. Für das Jahr 1388 wurde Rathen in der Rechnung über die Lieferung von Steinen durch einen Dresdner Brückenmeister erwähnt, ein Beleg für die frühe Verwendung des in der Umgebung gebrochenen Sandsteins.
Rathen ging 1406 durch Kauf von den Michelsbergern an die Berken von der Duba über, Hinko Berka von der Duba der Ältere wurde der neue Eigentümer. Dieser teilte 1410 seine Besitzungen unter seinen fünf Söhnen auf. Benesch Berka von der Duba erhielt Rathen, übernahm den Besitz jedoch erst nach dem Tod des Vaters im Jahr 1419.

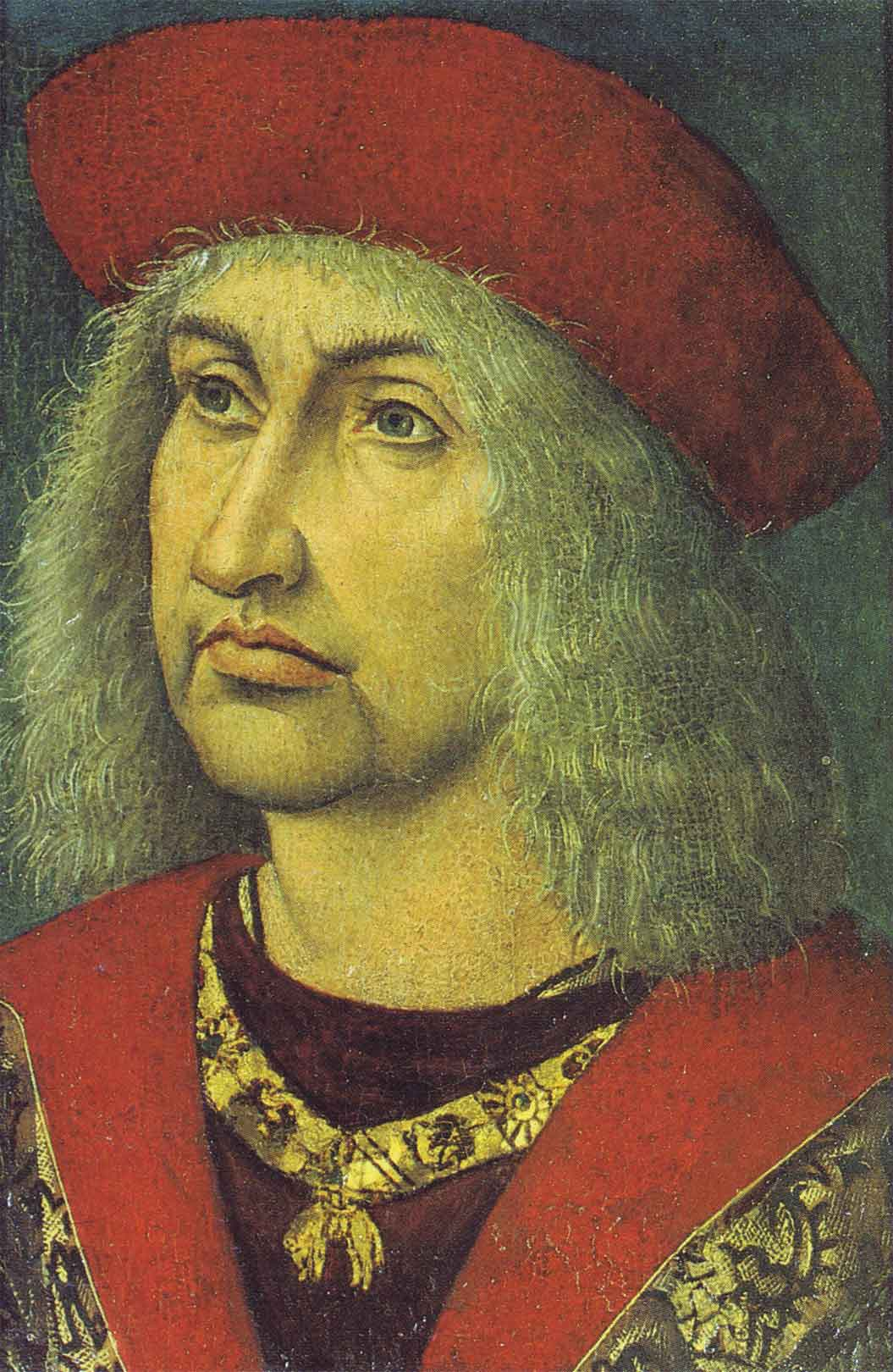
Herzog Albrecht von Sachsen

Die Berken von der Duba, die vor allem von Burg Hohnstein aus intensiv den Ausbau der Felsenburgen und Burgwarten in der heutigen Sächsischen Schweiz vorangetrieben hatten, lagen in dieser Zeit in steter Fehde mit den meißnischen Markgrafen aus dem Hause Wettin. Diese dehnten nach dem Tod Kaiser Karls IV. unter dessen schwachem Sohn Wenzel IV. schrittweise ihre Landesherrschaft auf die Gebiete der verschiedenen böhmischen Adelsfamilien aus. Markgraf Wilhelm I. hatte 1402 in der Dohnaischen Fehde bereits Burg Dohna von den Burggrafen von Dohna erobert, 1408 fiel die Festung Königstein an Meißen.
Friedrich von Oelsnitz, Vogt auf dem Königstein und Lehnsmann des 1423 zum Kurfürsten aufgestiegenen Friedrich I. von Sachsen, eroberte 1426 in dessen Auftrag die Burg. Er wurde 1428 als Burgherr bezeichnet; die Berken von der Duba waren gezwungen, dem Markgrafen und Kurfürsten im gleichen Jahr die Erbhuldigung zu leisten. Dennoch kam es in den Folgejahren erneut zum Streit. Albrecht Berka von der Duba, Besitzer der Herrschaft Wildenstein, eroberte 1438 Rathen zurück und brachte es wieder in den Besitz der Berken von der Duba. Bereits im Jahr darauf erkämpfte sich Friedrich von Oelsnitz 1439 den Besitz wieder zurück, wohl mit Unterstützung durch Kurfürst Friedrich II. von Sachsen. Ein Friedensvertrag, der die Entscheidung über den Besitz in die Hände des Kaisers legen sollte, wurde bald gebrochen. In den nachfolgenden Kämpfen fiel Benesch Berka von der Duba. Albrecht Berka und sein Unterstützer Jan von Wartenberg gerieten infolge der Eroberung der Burg Wildenstein in die Hände Friedrichs von Oelsnitz, der sie ins Rathener Burgverlies sperrte. Nach ihrer Freilassung setzten sich die Streitigkeiten fort und konnten erst mit einem am 10. März 1441 abgeschlossenen Sühnevertrag beigelegt werden. Rathen blieb in den Händen von Friedrich von Oelsnitz, die Berken mussten auf ihren Besitz verzichten. Im Vertrag von Eger fiel Rathen endgültig an die Wettiner, auch wenn es lehnsrechtlich bis zur Auflösung des Heiligen Römischen Reichs im Jahr 1806 unter böhmischer Oberlehnsherrschaft blieb. Spätestens ab 1450 diente Rathen auch als Zollstelle für die Elbschifffahrt. In diesem Jahr schickte die Stadt Dresden einen Boten nach Rathen, um einen zollfreien Transport von Steinen zu erreichen.
In den Folgejahren wurde Rathen unter Friedrichs Sohn Hans von Oelsnitz, der 1466 als Besitzer erscheint, zur Raubritterburg, wie in der Chronik des Johannes Lindner überliefert ist. Kurfürst Ernst von Sachsen und sein Bruder, Herzog Albrecht, gingen ab 1467 gegen Hans von Oelsnitz vor und begannen mit der Belagerung der beiden Burgen. Erst nach über einem Jahr gelang den markgräflichen Truppen im Mai 1469, die Burgen in Brand zu setzen und zu erobern. Hans von Oelsnitz konnte fliehen. Seine Versuche, über Fürsprache durch König Matthias Corvinus die Burg zurückzuerhalten, blieben erfolglos. Der Kurfürst gestattete ihm aber, sich wieder in Sachsen anzusiedeln, zudem erhielt er eine finanzielle Entschädigung. Rathen wurde als verwirktes Lehen eingezogen und dem Amt Pirna zugeordnet. Die Burg fiel in der Leipziger Teilung 1485 dem Herzog Albrecht von Sachsen zu. Bereits 60 Jahre nach der Eroberung waren beide Burgen verfallen.

### Frühe Neuzeit
Bereits 1530 soll Burg Neurathen eine Ruine gewesen sein. Noch 1593 sind allerdings auf der durch Matthias Oeder erstellten ersten sächsischen Landeskarte ein „Schloß Der neue Raden“ – die erste urkundliche Nennung des heutigen Namens – und ein Wächterhaus bei Rathen verzeichnet.
Später dienten die Räumlichkeiten der verfallenen Burg als Zufluchtsort der Bevölkerung in Kriegszeiten. So sollen während des Dreißigjährigen Kriegs 1639 viele Pirnaer Bürger aus Furcht vor den Schweden in den Felsen der Burg Zuflucht gesucht haben. Auch zeugt eine 1706 während des Nordischen Kriegs angebrachte Felsinschrift von der Angst der Bevölkerung vor den Schweden: CHRISTOPF HASE – 1706 WAR TER SWETE IN LANTE ES KUSTETE VIL GELT. Ende des 18. Jahrhunderts waren noch einzelne Teile der Burg erhalten. Im Jahr 1755 existierten noch steinerne Pfeiler der früheren, an der Stelle der heutigen Basteibrücke befindlichen und als Zugang von Westen dienenden Brücke über die unterhalb der Bastei liegende Mardertelle. Diese etwa 50 m tiefe Schlucht liegt zwischen der Bastei und dem heute als Steinschleuder bezeichneten Felsturm, der ursprünglich Teil der Burgbefestigung war. Ebenso wies das talseitige Burgtor im Südosten noch eine Überwölbung auf. Von diesem Tor berichtete 1804 auch noch Wilhelm Leberecht Götzinger.

### Entwicklung ab dem 19. Jahrhundert

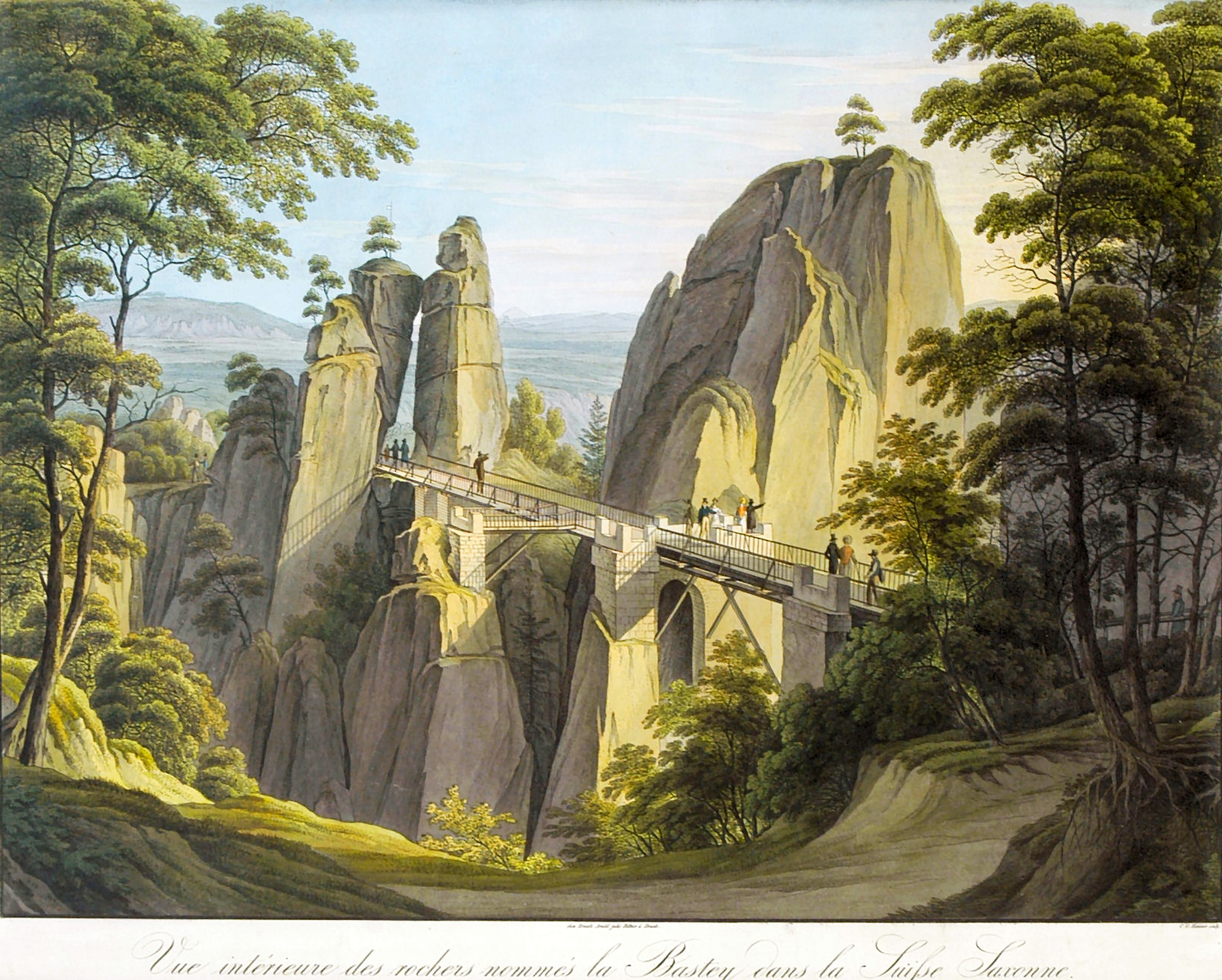
Die hölzerne Basteibrücke von 1826 mit Blick auf die Felsen „Steinschleuder“ (Bildmitte) und „Neurathener Felsentor“ (links), die beide Teil der Burganlage waren (Stich von Christian Gottlob Hammer)

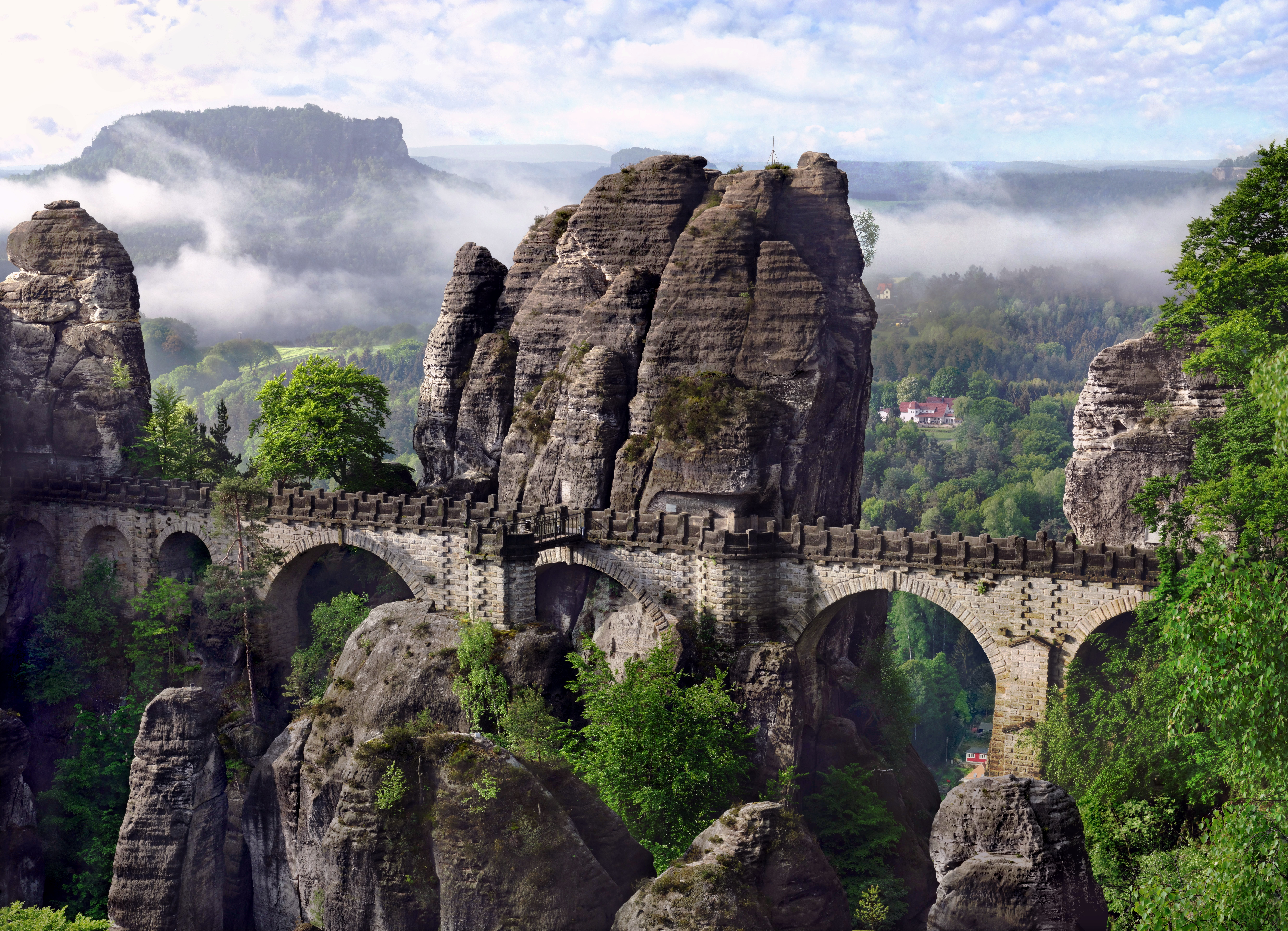
Die steinerne Basteibrücke von 1851 aus der gleichen Blickrichtung

Als erste touristische Erschließung der Bastei ließ der Forstadjunkt Auerswald 1814 eine Treppe mit 487 Stufen anlegen, die von Rathen zur Bastei an den Felswänden der Vogeltelle, einer nördlich der Bastei liegenden Schlucht, hinaufführte. Um 1821 entstanden unter Verwendung mittelalterlicher Steinpfeiler zwei einfache Holzbrücken zwischen dem Neurathener Felsentor, einem Felsturm, der im Mittelalter als Burgtor gedient hatte, und dem Felsturm Steinschleuder, die auf einer 1823 von Ludwig Richter angefertigten Radierung zu erkennen sind.
Im Jahr 1826 ging die Felsgruppe samt Anlage von dem Erbgericht zu Rathen in den Besitz des Königreichs Sachsen über. Im selben Jahr entstand eine Holzbrücke über die Mardertelle. Zusammen mit den beiden kleineren Brücken zwischen der Steinschleuder und dem Neurathener Felsentor ermöglichte sie erstmals seit der Zerstörung der Burg den Übergang von der Bastei zur Felsenburg. Bis dahin gab es nur einen Zugang von Rathen durch den steilen Waldhang unterhalb der Burg, etwa im Verlauf des heutigen Basteiwegs. Infolge bautechnischer Probleme wurde die Holzbrücke bereits 1851 durch die jetzige Brücke aus Stein ersetzt. Diese Brücke folgt damit dem ursprünglichen Zugang zur Burg, liegt allerdings etwas höher.
Seit Ende des 19. Jahrhunderts wurden einzelne Felsen im Burgbereich als Klettergipfel genutzt, als erster ab 1874 der Mönch. Bald folgten im Bereich der Basteibrücke die Steinschleuder und das Neurathener Felsentor. Hinzu kamen einzelne kleinere Felstürme unterhalb der Burgfelsen. An den Burgfelsen selbst war und ist entsprechend der Sächsischen Kletterregeln das Klettern untersagt.
Der Arzt Herbert Beschorner untersuchte die Anlage 1906 erstmals archäologisch. Dabei wurde neben verschiedenen Balkenfalzen und ausgeschlägelten Felsräumen auch die bislang nur aus älteren Überlieferungen bekannte Zisterne entdeckt und freigelegt. In den Jahren 1932 bis 1934 führte Alfred Neugebauer in der Burganlage weitere archäologische Grabungen durch. Er entdeckte dabei den Wehrgang, der bis dahin unter dem im Laufe der Jahrhunderte auf den Felsköpfen angesammelten Humus verborgen war. Außerdem konnte er verschiedene Keramik- und Ziegelfunde bergen. Der Wehrgang wurde 1934 auf zunächst 120 m Länge zur Nutzung durch Besucher rekonstruiert. Ab 1938 gehörten die Burgfelsen zum Naturschutzgebiet Bastei. 1956 wurde das NSG durch Einrichtung des Landschaftsschutzgebiets Sächsische Schweiz rechtlich aufgewertet. Die seitherigen archäologischen Arbeiten im Areal der Felsenburg waren daher nur als Ausnahme möglich.
Der Wehrgang verfiel während des Krieges und wurde daher 1953 saniert. Zwischen 1982 und 1984 gab es erneut archäologische Grabungen. Dabei untersuchten Experten vor allem die Zisterne und die Wasserversorgung der Burg. Außerdem wurden die Anlagen des Wehrgangs erneut rekonstruiert; Sebnitzer Bergsteiger unterstützten die Erneuerung des gesamten, aus Metall ausgeführten Rundgangs. Zeitgleich wurden weitere archäologische Ausgrabungen gemacht und die einstige Felsenburg zu einem Freilichtmuseum ausgebaut. Seit 1990 liegt der Burgbereich in der Kernzone des Nationalparks Sächsische Schweiz. Das Areal der Burg und aller vorgelagerten Felsen darf daher nur auf entsprechend markierten Wegen und Pfaden betreten werden.
Aufgrund von Felsschwankungen ist die Anlage seit September 2023 aus Sicherheitsgründen vorübergehend geschlossen.

## Burganlage

### Überblick

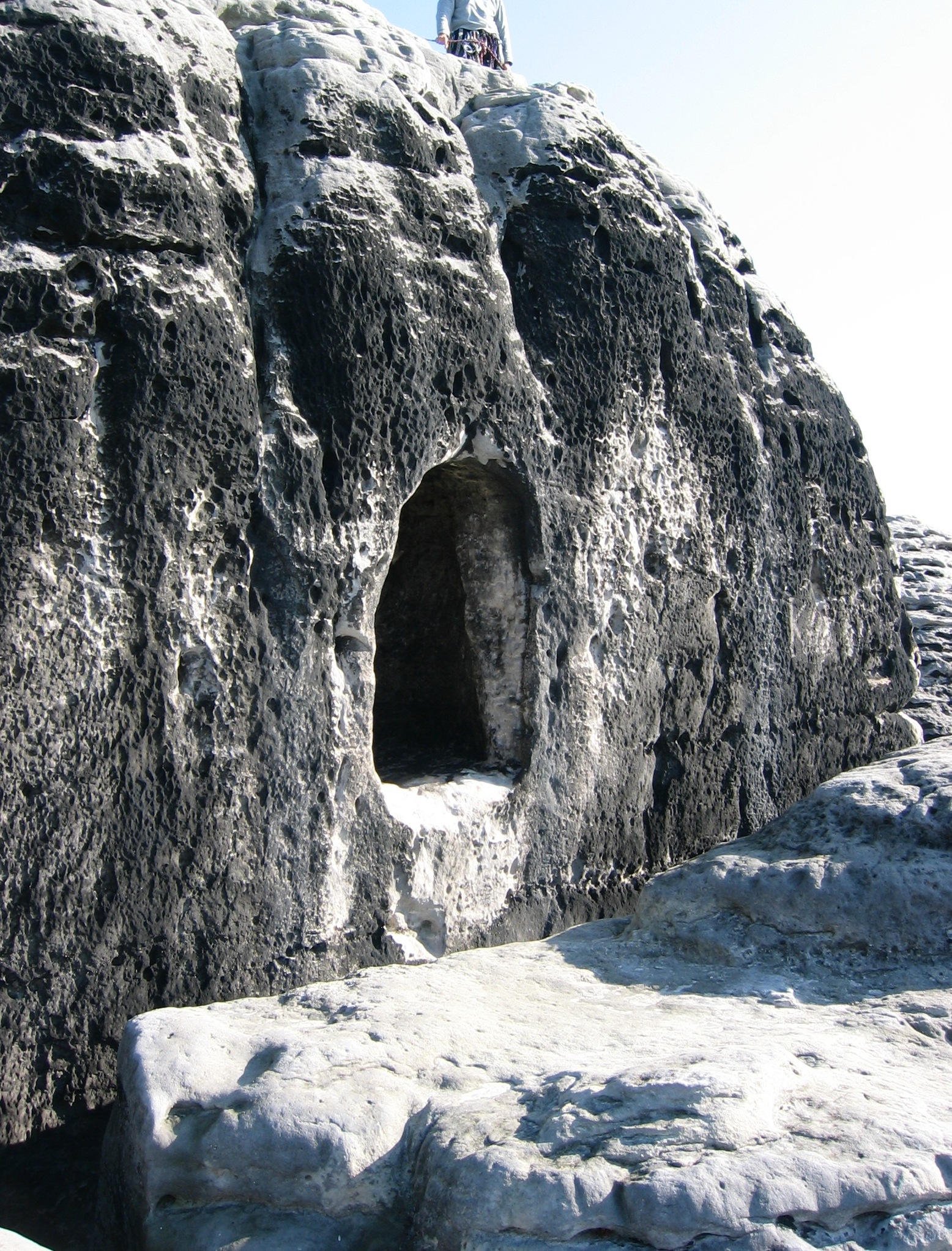
Das Mönchsloch, Unterstand für Wachposten der Felsenburg

Wie bei den meisten Felsenburgen der Sächsischen Schweiz wurden die Bauten der Burg entweder aus dem Fels geschlägelt oder als Fachwerkbauten errichtet. Von den hölzernen Gängen und den Fachwerkbauten ist daher so gut wie nichts erhalten. Eine Rekonstruktion stützt sich deshalb auf die archäologischen Befunde aus den Grabungen, einzelnes Mauerwerk sowie die erhalten gebliebenen, aus dem Fels geschlägelten Balkenlöcher, Falze und Widerlager, in denen die Holzbalken, Streben und Bohlen verankert waren.

### Zugang und Außenanlagen
Hauptzugang der Burg war eine Holzbrücke, die von der Bastei über die Mardertelle bis zum ehemaligen Burgtor führte. An ihrer Stelle befindet sich seit 1851 die steinerne Basteibrücke. Beim Versuch einer Erstürmung konnte die Holzbrücke noch unter den Füßen der Angreifer zerstört werden. Dies soll des Öfteren gelungen sein, wobei viele Soldaten in den Tod stürzten. Davon erhielt die Schlucht angeblich ihren ursprünglichen Namen Martertelle, was bereits von Alfred Meiche als „Fabel“ bezeichnet wurde. Daneben bestand auch auf dem heute als Zugang von Rathen dienenden Basteiweg ein talseitiges Burgtor.
Vorgelagert zum Hauptzugang befanden sich im Bereich der heutigen Bastei und der dortigen Bauten Vorbefestigungen, von denen aber kaum Spuren zu finden sind und die sich vor allem in den Geländenamen erhalten haben. Auf der Felskanzel der Bastei sind noch verwitterte Bodenfalze erkennbar, die wahrscheinlich einem hölzernen Turm als Verankerung dienten. Neben der Bastei liegt zudem ein Felsgrat am Zugang zum zwischen Mardertelle und Vogeltelle oberhalb des Wehlgrunds liegenden Ferdinandstein, der als Schanze bezeichnet wird.
Der heutige Klettergipfel Neurathener Felsentor bildete das eigentliche Burgtor. An ihm war als letzter Teil des Zugangs eine Zugbrücke angebracht. Der Durchgang war so breit aus dem Fels geschlagen worden, dass er für Wagen passierbar war. Sichtbar sind im Felsentor seitlich noch Kratzspuren der Wagenachsen. Vorgelagert befand sich auf dem heute als Steinschleuder bezeichneten Felsturm etwa in der Mitte der Basteibrücke ein Vorposten. Vom Basteiweg aus gut sichtbar sind die in der Nordseite des Felsturms eingehauenen, teilweise stark verwitterten Steinstufen, die als Zugang dienten. Auf dem Felsen selbst wurden Steinkugeln und Bodenfalze entdeckt, daher galt er lange als Standort einer Blide. Aufgrund des fehlenden Platzes zum Laden sowie der unzureichenden Dimensionierung der Verankerung ist dies allerdings unwahrscheinlich. Die innerhalb der Burg gefundenen Steinkugeln werden inzwischen als von den Bliden stammend angesehen, die bei den verschiedenen Belagerungen von den Angreifern benutzt wurden.
Zur Absicherung waren auf verschiedenen Felsen rund um die Burg zusätzliche Posten ausgebaut. Auf dem östlich der Burg gelegenen heutigen Klettergipfel Mönch wurde für die Wachposten eine Nische in den Gipfelkopf geschlagen, das etwa 1,75 m hohe und rund 1,3 m tiefe Mönchsloch. Dieser Postenstand konnte wahrscheinlich über Leitern und Holzstege erreicht werden. Ein weiterer Postenstand befand sich beim sogenannten Kanapee, einem am heutigen talseitigen Zugang südlich der Burg gelegenen Felssporn mit guter Aussicht auf Elbtal und Bastei. Weiter unterhalb dieses Postenstands legten die Erbauer der Burg etwas oberhalb der heutigen Aussicht am Tiedgestein ebenfalls einen aus dem Fels geschlägelten Wachraum an. Anschließend an diesen Raum lag am Beginn einer Felskluft das talseitige Burgtor, von dem sich ein Teil des Mauerwerks erhalten hat, nicht allerdings der noch 1755 erwähnte Torbogen. In der Felskluft sind aus dem Fels geschlagene Lager für das Tor und weitere Sperren erkennbar. Dieser Bereich außerhalb der eigentlichen Burg wurde bislang nicht genauer archäologisch untersucht. Vermutlich ebenfalls in die Außenanlagen eingezogen war die Rahmhanke, ein schmales ausgesetztes Felsband, das ab dem Tiedgestein in etwa halber Höhe unterhalb der Burgfelsen elbseitig bis hinter die Bastei führt.
Insgesamt hat die Burgstätte von der Bastei bis nach Altrathen hin eine Längenausdehnung von etwa 700 Metern, die Breite der Burgfelsen liegt bei maximal 100 Metern. Die eigentliche Felsenburg Neurathen bedeckt eine Fläche von etwa 220 × 100 m.

### Kernburg

#### Überblick

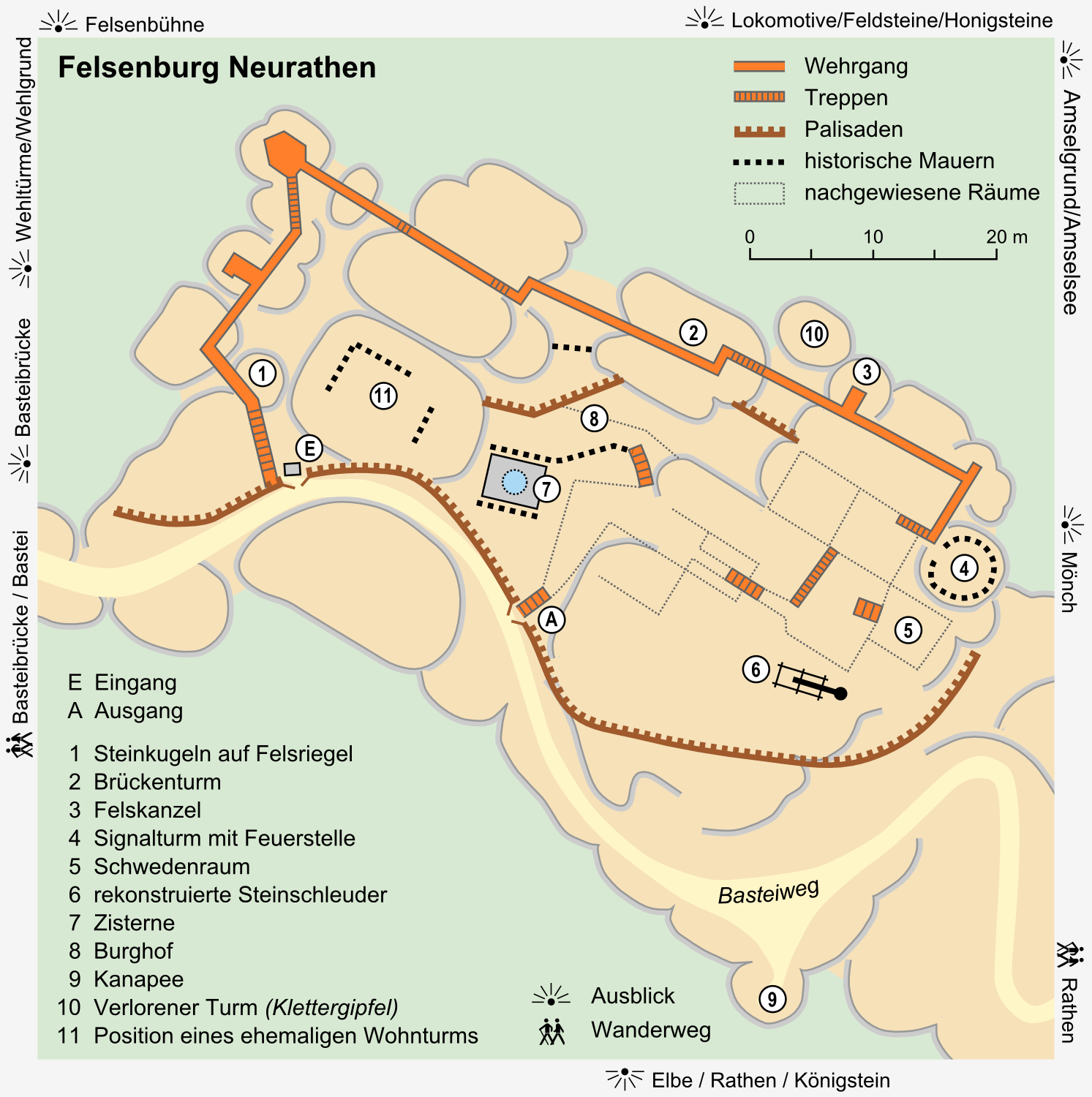
Karte der Felsenburg Neurathen, heutiger Zustand

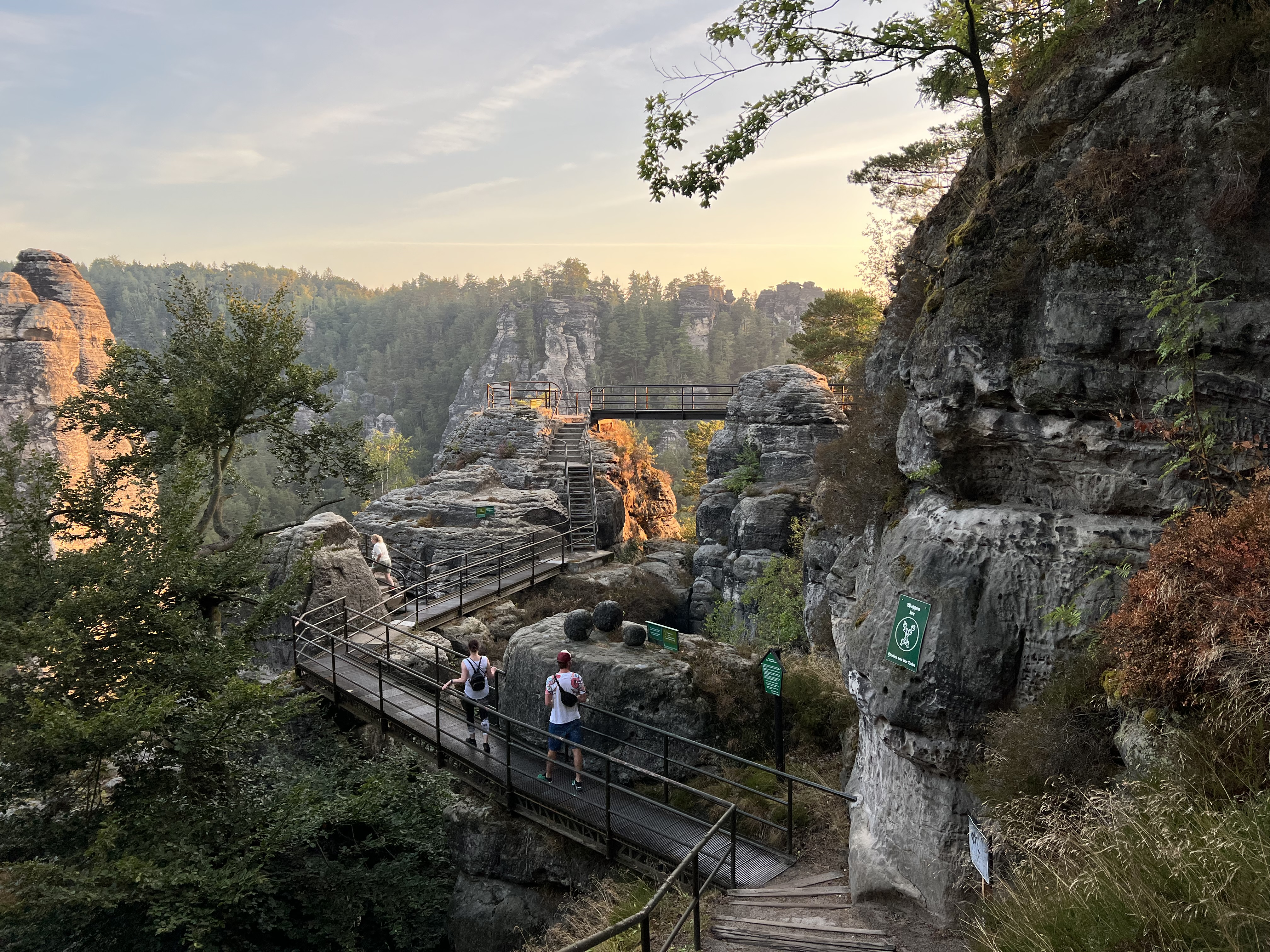
Blick über Teile des Wehrgangs, im Hintergrund die Warte über dem Wehlgrund

Fast alle Teile der Kernburg können beim Rundgang besichtigt werden. Neben dem Wehrgang besteht sie vor allem aus den Überresten der verschiedenen Bauten, die sich um einen kleinen und westlich davon einen großen Innenhof gruppieren.

#### Wehrgang
Der Wehrgang befand sich vor allem auf der nordwestlichen und der nordöstlichen Seite der Burg, zum Elbtal hin wurden lediglich kleinere Sperrriegel in Felslücken entdeckt. Auf den ersten Metern hinter dem Burgtor bestand der Gang zur Mardertelle hin teilweise sogar in doppelter Ausführung, um diesen gefährdeten Bereich besser zu sichern. Die heutigen Stahlstege folgen weitgehend dem alten Wehrgang, an dem entlang sich kleinere Bauten befanden. Teilweise dienten sie Wohnzwecken, worauf Funde von Gebrauchskeramik und Spuren von Feuerstellen schließen lassen. Am nördlichsten Punkt des Wehrgangs lag oberhalb des Wehlgrunds eine ausgebaute Warte. Östlich davon überspannte der Wehrgang mehrere Felstürme, am sogenannten Brückenturm mit einer etwa 11 m langen Holzbrücke. An ihrer Stelle befindet sich heute eine Stahlbrücke. Auf dem Brückenturm befand sich auch ein Wohnraum, dokumentiert durch Funde von Ziegelstücken und Keramik.
Am südwestlichen Ende des Wehrgangs, mit Blick zum Posten auf dem Mönch, wurden auf dem Gipfel des dortigen Felskopfs Spuren eines Mauerrings mit unregelmäßigem Grundriss entdeckt. Im Inneren befand sich ein zweiter Mauerring aus Lehm und Granitbruch. Wahrscheinlich war dies das Fundament eines Signal- oder Wachturms aus Fachwerk. Die auf diesen Felskopf führenden Stufen wurden allerdings erst 1934 angelegt. Die Palisaden zwischen der Kernburg und dem Basteiweg gehören nicht zum Wehrgang, sie dienen lediglich der Abtrennung des entgeltpflichtigen Freilichtmuseums vom allgemein zugänglichen Weg.

#### Bauten

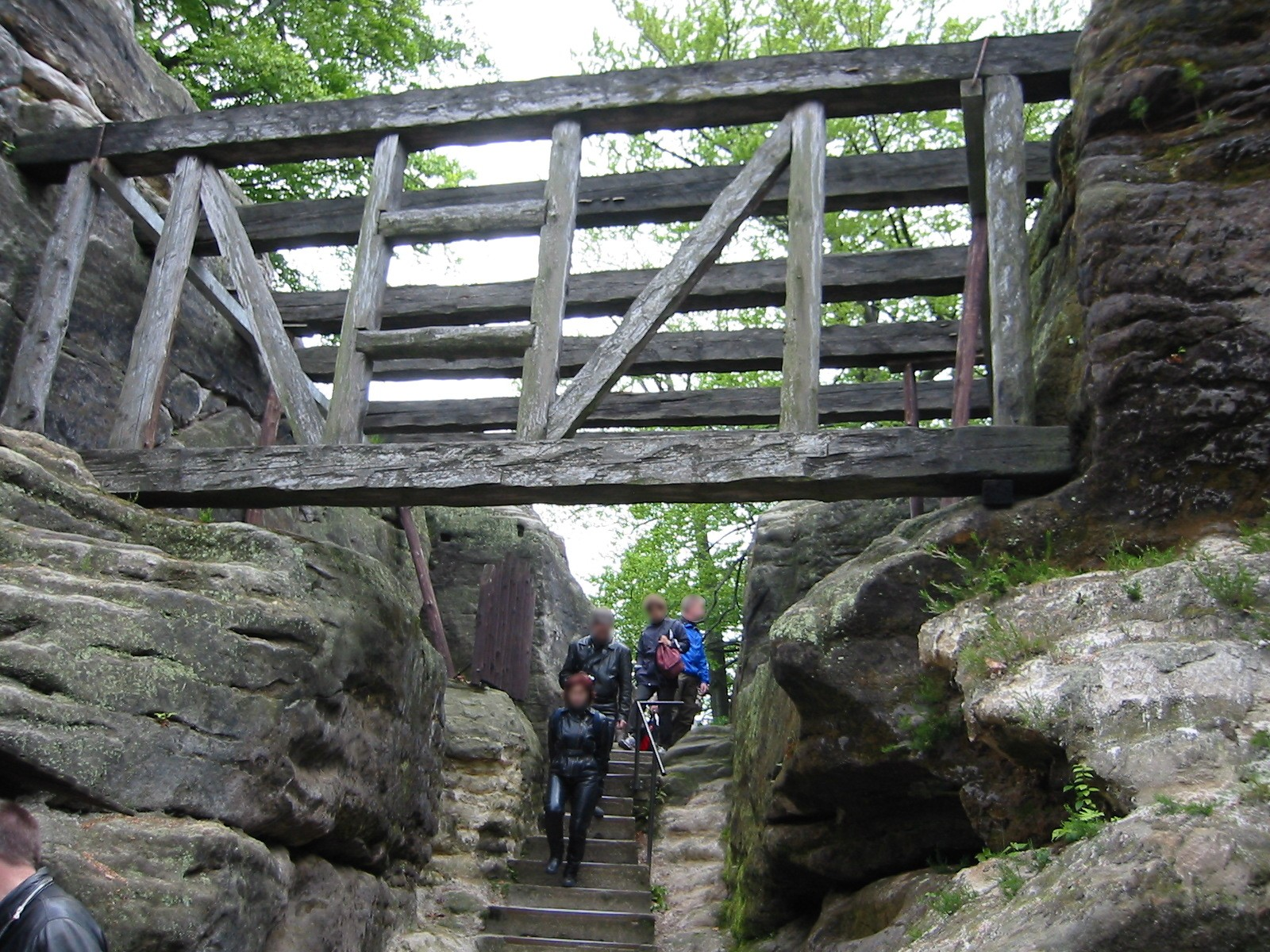
Rekonstruierte Balkeneinbauten des Saalbaus im Burghof

Oberhalb des Kassenhäuschens für das Freilichtmuseum stand auf einem Felsstock der Burgturm, der ebenfalls auf einem Mauerfundament aus Fachwerk errichtet worden war. Dort steht heute eine kleine Blockhütte. Der Burgturm war wahrscheinlich zwei- bis dreistöckig und repräsentativ ausgestattet. Darauf lassen Reste von Butzenscheiben, Spuren eines Kamins oder Ofens sowie Ton- und Glasscherben schließen. Westlich des Felsstocks und direkt am Wehrgang sind Spuren eines weiteren Baus vorhanden, gefunden wurden dort Mauerwerksreste und Keramik.
Im sich südöstlich anschließenden großen Burghof befanden sich weitere Bauten. Eine genaue Rekonstruktion ist schwierig, da nicht alle Balkenfalze zeitgleich genutzt wurden und wahrscheinlich teilweise unterschiedlichen Bauphasen zugeordnet werden müssen. Mit Sicherheit war ein etwa 50 m² großer, ursprünglich zweistöckiger Saalbau vorhanden, dessen Keller bereits während der Ausgrabungen Anfang der 1930er Jahre freigelegt wurde. In ihm befand sich eine etwa 2 m starke Schicht aus Brandschutt. Anhand der darin gefundenen Holzreste, Nägel und Lehmziegel war zu erkennen, dass der Saalbau als Fachwerkkonstruktion auf den Keller aufgesetzt worden war. Die ungefähren Proportionen des Baus lassen sich an den rekonstruierten Deckenbalken und Einbauten gut erkennen. An den Saalbau anschließend befand sich ein weiteres Gemach, das aufgrund gefundener Spuren eines Ofens und von Butzenscheiben vermutlich ebenfalls repräsentativen Wohnzwecken diente.
Weiter südöstlich schlossen sich der sogenannte Schwedenraum, benannt nach der dortigen Felsinschrift von 1706, und ein Raum an, der früher als Burgkapelle angesehen wurde. Oberhalb der als Zugang dienenden Treppe ist ein Kreuz in den Fels gemeißelt, auch gibt es eine Wandnische, die als Aufbewahrungsort für sakrale Gegenstände hätte dienen können. Ebenfalls gefundene Reste von Ofenkacheln und eines Ofenfundaments geben eher Anlass zur Vermutung, dass sich dort ein weiterer beheizbarer Wohnraum befand.
Am höchsten Punkt zwischen Saalbau und Wehrgang, östlich des Saalbaus, befand sich wahrscheinlich die Burgküche. Für sie war ein etwa 6 × 5,6 m großer Raum aus dem Fels gehauen und an den offenen Seiten mit Fachwerk geschlossen worden. In der Schlucht unterhalb dieses Raums konnten Knochenreste unter anderem von Schweinen, Hirschen und Rindern sowie zerschlagenes Geschirr geborgen werden.
Nördlich der Küche und südlich des Brückenturms befindet sich der kleine Burghof, dessen Bebauung bislang noch nicht befriedigend geklärt werden konnte. Er ist unzugänglich und kann lediglich vom Wehrgang aus besichtigt werden.

### Zisterne

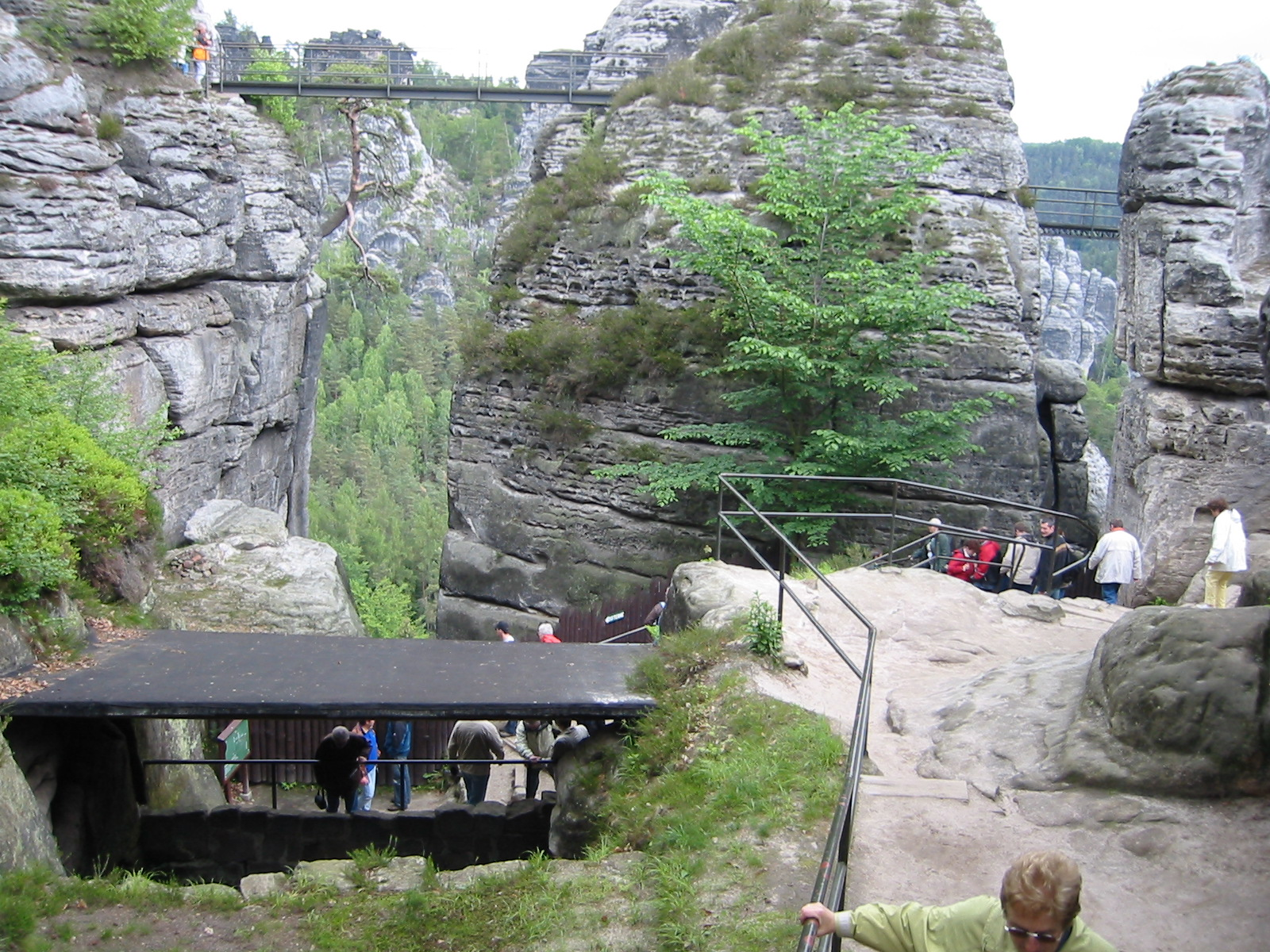
Blick von Süden in den Burghof und auf die überdachte Zisterne

Im großen Burghof unterhalb des Burgturms befindet sich die Zisterne, die die Wasserversorgung der Burg sicherstellen sollte. Eine natürliche Wasserversorgung über eine Quelle existiert in den wasserarmen Sandsteinfelsen nicht. Aufgrund der Lage auf dem hohen und flächenmäßig recht kleinen Felsen war es nicht möglich, die Wasserversorgung durch Bau eines Brunnens zu sichern, ein Problem, das sich auf allen Felsenburgen des Elbsandsteingebirges stellte. Die einzige Ausnahme ist der erst etwa 100 Jahre nach Zerstörung der Burg Neurathen erfolgte Brunnenbau der benachbarten Festung Königstein. Diese liegt auf einem Tafelberg mit wesentlich größerer Grundfläche, der für einen Brunnenbau aufgrund des Trennflächengefüges geeignet ist. Dennoch war dort die Abteufung des Brunnens mit einem erheblichen zeitlichen und technologischen Aufwand verbunden. Auf Neurathen wurde daher, wie auch auf anderen Felsenburgen, eine Zisterne zur Sammlung des Regenwassers von den Dächern der umliegenden Gebäude gefasst. Eine für die Felsenburgen der Sächsischen und Böhmischen Schweiz einmalige Konstruktion ist ihre Ausführung mit Wasserentnahme nach Filtrierung in einem Kiesbett.
Der Zisternenboden erhielt einen in den Elbsandstein getriebenen Trichter von 0,78 m Tiefe mit einem oberen Durchmesser von 2,40 m. Dies ergibt ein Volumen von rund 1,18 m³. Im unteren Teil der Zisterne ist die Grundfläche 4,10 × 2,4 m und in einer Höhe von 2 m (über der tiefsten Sohle) misst sie 3,75 × 5,60 m. Auf der Westseite hat die Zisterne eine Gesamttiefe von 6,87 m und auf der Ostseite von 6,32 m. Sie ist das größte Wassersammelbecken einer Felsenburg in der Sächsischen Schweiz. Maximal konnte die Zisterne etwa 135.000 l Wasser fassen. Der Trichter diente wahrscheinlich der Sammlung der letzten Reserven als auch dem Abscheiden von Verunreinigungen, die darin zusammengeschwemmt wurden.
Die Zisterne wurde direkt in den Fels gehauen, was an mehreren zum Trichter führenden Rillen erkennbar ist. Gemauerte Wände aus Sandstein auf der Nord- und der Südseite ermöglichten ein größeres Speichervolumen. Ein Dach schützte das Wasser vor Verschmutzung. Die Wasserentnahme geschah anscheinend nicht durch einen Schöpfeimer, sondern durch eine Art Ablaufrohr. Im unteren Bereich der Zisterne konnte ein entsprechender Durchbruch nachgewiesen werden. Das Wasser lief von dort zur Filtrierung durch einen Kiesgraben bis zur eigentlichen Zapfstelle. An dieser Zapfstelle wie auch am Durchbruch durch die Zisternenmauer waren wahrscheinlich ein hölzerner Hahn oder Spund angebracht.

### Grabungsfunde
Die verschiedenen archäologischen Grabungen im Burgbereich haben eine Vielzahl an Funden bis zurück in die Bronzezeit erbracht. Ein Teil der Grabungsfunde ist im Freilichtmuseum ausgestellt, vor allem Keramiken.
Aus der Bronzezeit fanden die Archäologen neben Streufunden von Keramik vor allem einen Mahlstein aus Granit. Keramiken wurden auch am Nordfuß der Burgfelsen zum Wehlgrund hin gefunden.
Wesentlich umfangreicher sind die Funde aus der Zeit der mittelalterlichen Burg vom 13. bis ins 15. Jahrhundert. Ein Teil der gefundenen Töpferwaren stammt aus Böhmen, vor allem aus nordböhmischen Werkstätten, unter anderem Scherben von Lewiner Geschirr. Aus der Spätzeit der Burg stammen Topfkacheln und glasiertes Geschirr in verschiedenen Farben. Neben Gebrauchskeramik fanden die Grabungsarbeiter Baustoffe, Ziegelsteine, Dachziegel, gebrannten Lehm, Reste von Holzkohle, Balkennägel und Teile von Türbeschlägen. Auch die Zerstörung der Burg 1469 spiegelte sich bei den Ausgrabungen durch Brandschutt und darin enthaltene Reste von Waffen wie etwa Steinkugeln und Pfeilspitzen wider.
Zu den wichtigsten Funden gehören zwei bereits im 19. Jahrhundert entdeckte Schwerter sowie zwei kleine, 1934 ausgegrabene mittelalterliche Tonfiguren, eine Madonna und eine Wiege mit Kind. Beide Figuren sind wahrscheinlich Weihegeschenke aus dem 14. oder 15. Jahrhundert. Die Archäologen entdeckten 1982 im Burghof neben keramischen Waren auch einen Spinnwirtel.

## Freilichtmuseum

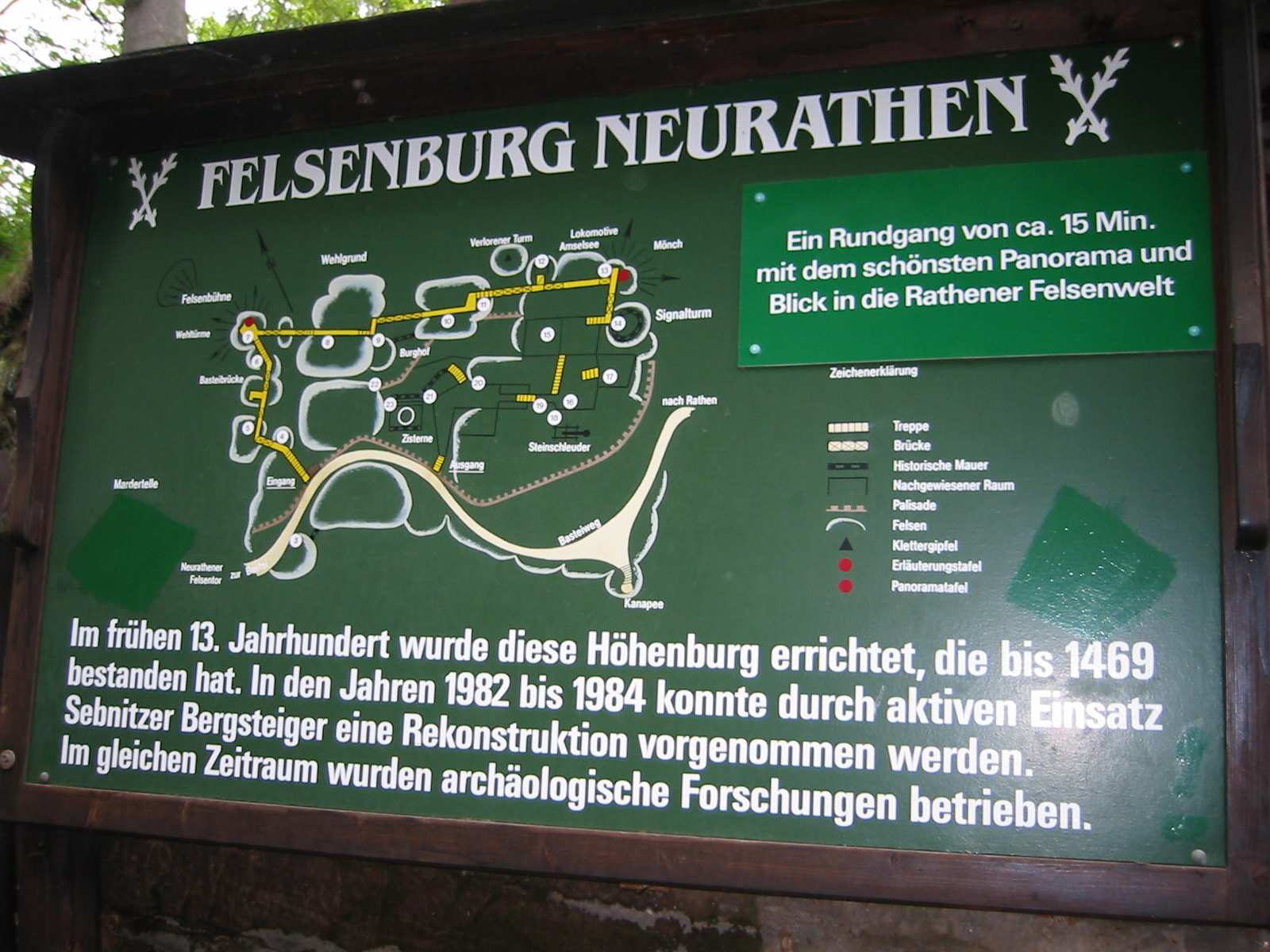
Plan des Freilichtmuseums

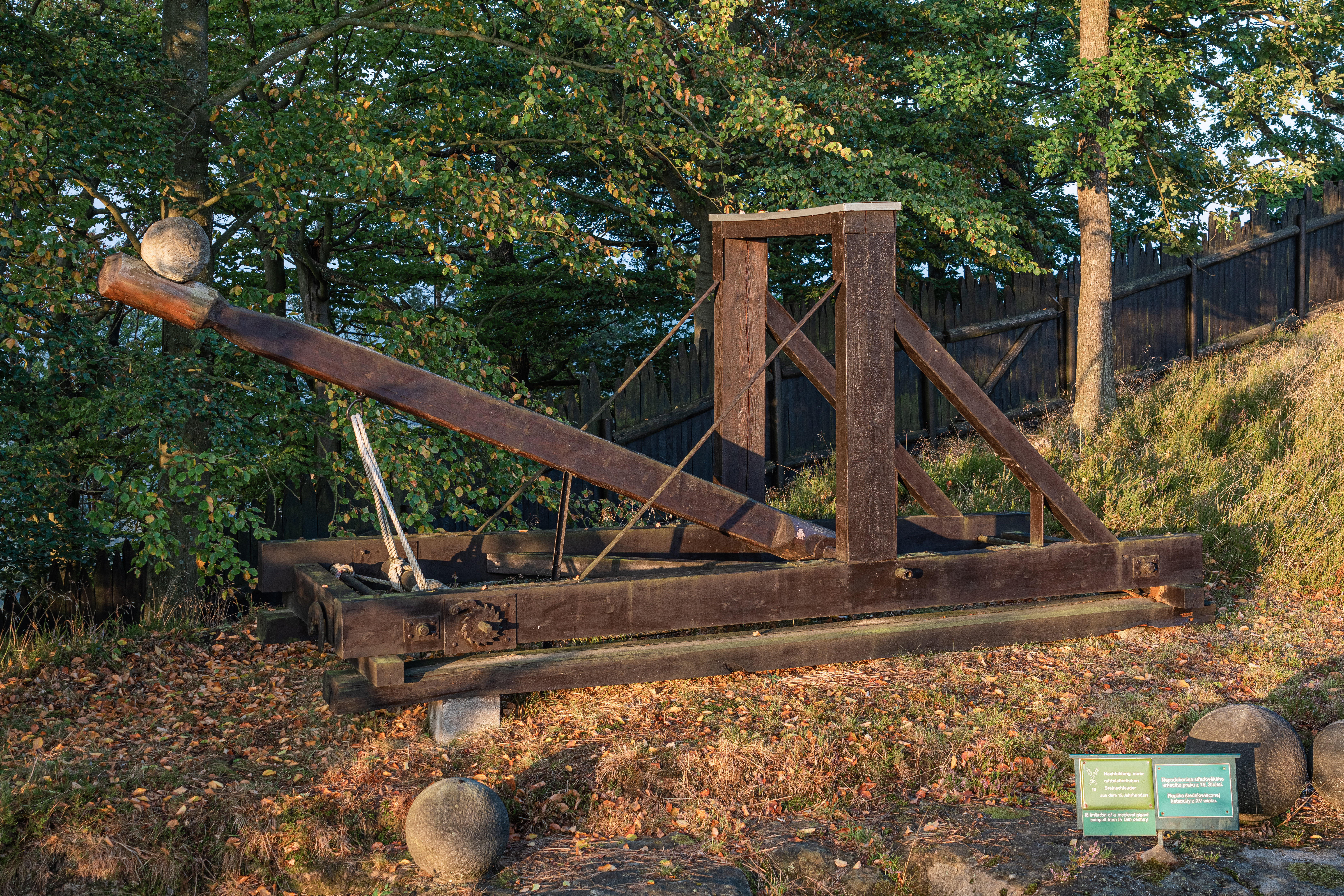
Rekonstruierte Steinschleuder

In der zweiten Ausgrabungsperiode ab 1932 wurde 1934 der Wehrgang in Teilen rekonstruiert. Seither können Besucher die Felsenburg erkunden. In den Jahren 1953 und 1984 wurden jeweils die Gänge erneuert, allerdings in Stahlausführung. Zum Schutz vorhandener mittelalterlicher Stufen wurden diese in der Regel mit Stahlstufen abgedeckt.
Auf dem Rundgang können die noch sichtbaren Reste der Burg, wie etwa Balkenfalze und die verschiedenen aus dem Fels gehauene Räume, die wenigen noch vorhandenen Mauerwerksreste, die einschließlich einer Überdachung rekonstruierte Zisterne und aufgefundene Steinkugeln mittelalterlicher Steinschleudern oder Katapulte besichtigt werden. Schautafeln vermitteln Informationen zu den einzelnen Stationen des Rundgangs. Seit 1986 steht eine rekonstruierte Steinschleuder in der Felsenburg. Ausgestellt ist auch ein Modell der Felsenburg, wie sie wahrscheinlich bis zu ihrer Zerstörung 1469 ausgesehen hat.
Problematisch ist der Erhalt der verbliebenen Burgreste, insbesondere wegen der Verwitterung des Sandsteins. Bereits 1936 musste ein umgestürzter, Spuren von Balkenfalzen tragender Felsblock gesprengt werden. An der Nordseite der Burg hat der ursprüngliche Ablauf der Zisterne zur Erosion beigetragen und die zum Wehlgrund hin errichtete Kluftmauer unterspült und abgetragen. Zum Schutz ist das Begehen dieser gefährdeten Bereiche nicht möglich.

### Besucherzahlen
- 1935: 77.000[32]
- 1939: 58.637[32]

## Sagen
Um die hoch über Rathen aufragenden Burgfelsen rankten sich nach ihrer Zerstörung verschiedene Sagen. Einen Teil davon hat Alfred Meiche um 1900 gesammelt und veröffentlicht.
Auch die Errichtung der Burg, die in den Schriftquellen kaum fassbar wird, spiegelt sich darin wider. Der Legende nach wurde die Burg bereits von den Sorben errichtet und schon im 11. Jahrhundert unter Kaiser Heinrich IV. erobert. Die Deutschen hätten demnach die Sorben überrascht, worauf diese sich in ihrem Schrecken in den Abgrund, die heutige Mardertelle, gestürzt haben sollen. Der Name der Schlucht sei auf die toten Sorben zurückzuführen. Zu dieser Zeit habe eine Brücke aus Leder die Schlucht überspannt. Ebenfalls geschichtlich nicht belegt und durch die Quellen widerlegt ist die Legende der Zerstörung der Burg in den Hussitenkriegen.
Eine weitere Sage, die das weit verbreitete Motiv des hartherzigen Burgherrn aufgreift, verbindet die Felsenburg mit der benachbarten Felsgruppe der Honigsteine. Sie soll ihren Namen von dort ansässigen wilden Bienen haben, die in den Felsklüften ihre Stöcke hatten. Die Felsen seien auf den unzugänglichen Seiten daher immer noch mit Honig überzogen. Der Burgherr von Rathen verbot einst den Bewohnern des Ortes das Sammeln des wilden Honigs. Als er eines Tages zwei alte Leute beim Sammeln erwischte und sie mit seinen Hunden hetzen ließ, seien die Bienen in dichten Schwärmen auf ihn losgestürzt. Aus Angst sei der Ritter aus dem Fenster gesprungen und umgekommen.